# Grand Prix automobile de Monaco 1961
GP précédent GP suivant
Le Grand Prix de Monaco 1961 (XIXe Grand Prix de Monaco), disputé sur le circuit de Monaco le 14 mai 1961, est la quatre-vingt-quinzième épreuve du championnat du monde de Formule 1 courue depuis 1950 et la première manche du championnat 1961.

## Contexte avant la course

### Le championnat du monde
La saison 1961 correspond à l'introduction de la nouvelle Formule 1 1500 cm3, adoptée le premier janvier. Cette nouvelle formule, très proche de l'ancienne Formule 2 en vigueur de 1957 à 1960, a remplacé la précédente réglementation autorisant une cylindrée de 2500 cm3 (moteur atmosphérique) ou de 750 cm3 (moteur suralimenté).
- Principaux points de la nouvelle réglementation :
- interdiction des moteurs suralimentés
- cylindrée minimale : 1300 cm3
- cylindrée maximale : 1500 cm3
- poids minimal : 450 kg (à sec)
- double circuit de freinage obligatoire
- arceau de sécurité obligatoire (le haut du cerceau devant dépasser le casque du pilote)
- démarreur de bord obligatoire
- carburant commercial
- ravitaillement en huile interdit durant la course

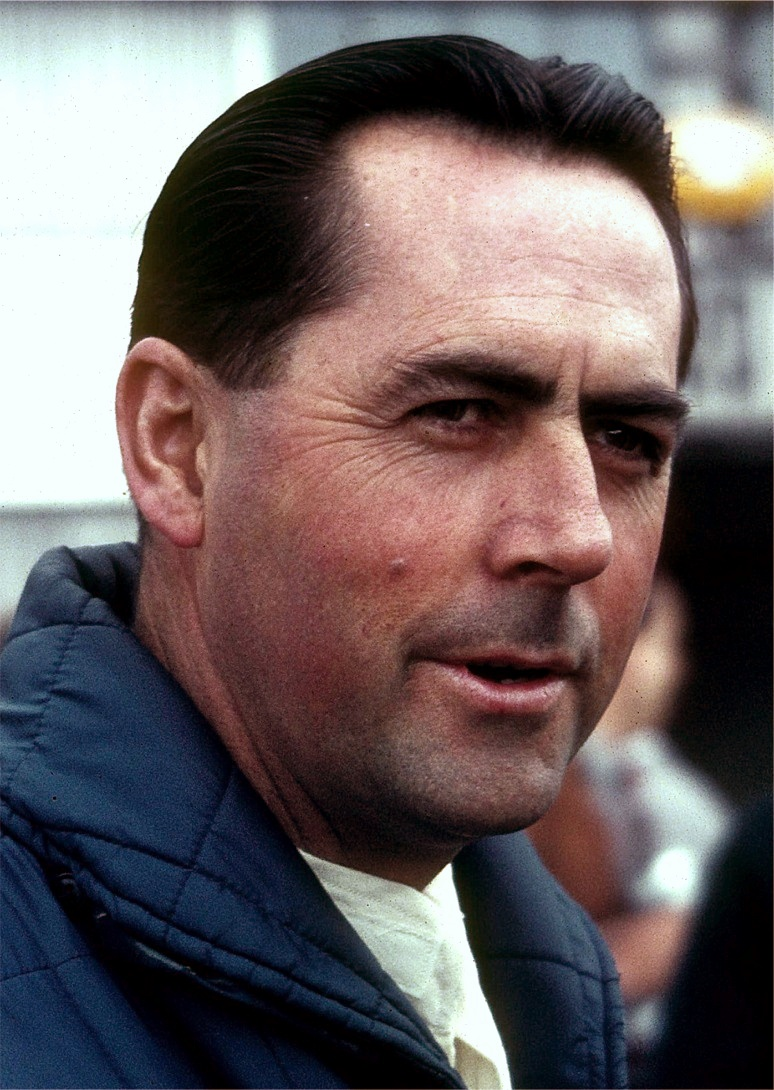
Le début de saison s'annonce difficile pour Jack Brabham, double champion du monde, sa Cooper s'avérant nettement moins performante que les Ferrari et les Porsche.

La nouvelle formule ayant été annoncée officiellement le 28 octobre 1958 par le président de la Commission sportive internationale (CSI), Auguste Pérouse, les constructeurs disposaient de deux ans pour développer leurs nouvelles monoplaces. Toutefois les concurrents britanniques, opposés à la réduction de la cylindrée et à l'augmentation du poids minimal, ont perdu ces deux ans à tenter de faire revenir la CSI sur sa décision et ont de ce fait tardé à mettre en chantier de nouveaux moteurs. En conséquence, en ce début de saison, seule la Scuderia Ferrari dispose d'un modèle à moteur V6 parfaitement au point, alors que ses concurrents britanniques ont conçu tardivement leurs châssis, adaptés à la version 1500 cm3 du quatre cylindres Coventry Climax FPF dont la conception remonte à 1956, le seul moteur dont ils disposent. Encouragé par ses bons résultats en Formule 2 les saisons précédentes, Ferry Porsche a également décidé de se lancer en F1, utilisant cette année une évolution de ses anciennes F2, la nouvelle monoplace à moteur huit cylindres de la marque allemande n'étant pas attendue avant le printemps 1962.
Jack Brabham et l'équipe Cooper, qui avaient largement dominé la saison 1960, se retrouvent dans une position délicate en ce début d'année, les monoplaces britanniques ayant été nettement dominées en vitesse pure par la nouvelle Ferrari, voire par les Porsche, lors de la  première confrontation, hors-championnat. Au Grand Prix de Syracuse, c'est en effet une Ferrari privée, pilotée par un débutant dans la catégorie, Giancarlo Baghetti, qui s'est imposée face aux Porsche de Dan Gurney et Joakim Bonnier, Brabham n'ayant pu faire mieux que quatrième à un tour du vainqueur ! Le double champion du monde australien avait cependant gagné le Grand Prix de Bruxelles et les 200 Miles d'Aintree en avril, mais face à une opposition réduite, en l'absence des Ferrari ; il ne semble donc pas en position de force au moment d'aborder la première manche du championnat, et le monde du sport automobile s'apprête à vivre une année sous la domination des monoplaces italiennes. Stirling Moss, principal adversaire de Brabham les années précédentes, a d'ailleurs déclaré que les Ferrari seraient imbattables cette saison et voit déjà en Phil Hill, premier pilote de la Scuderia, le futur champion du monde.

### Le circuit

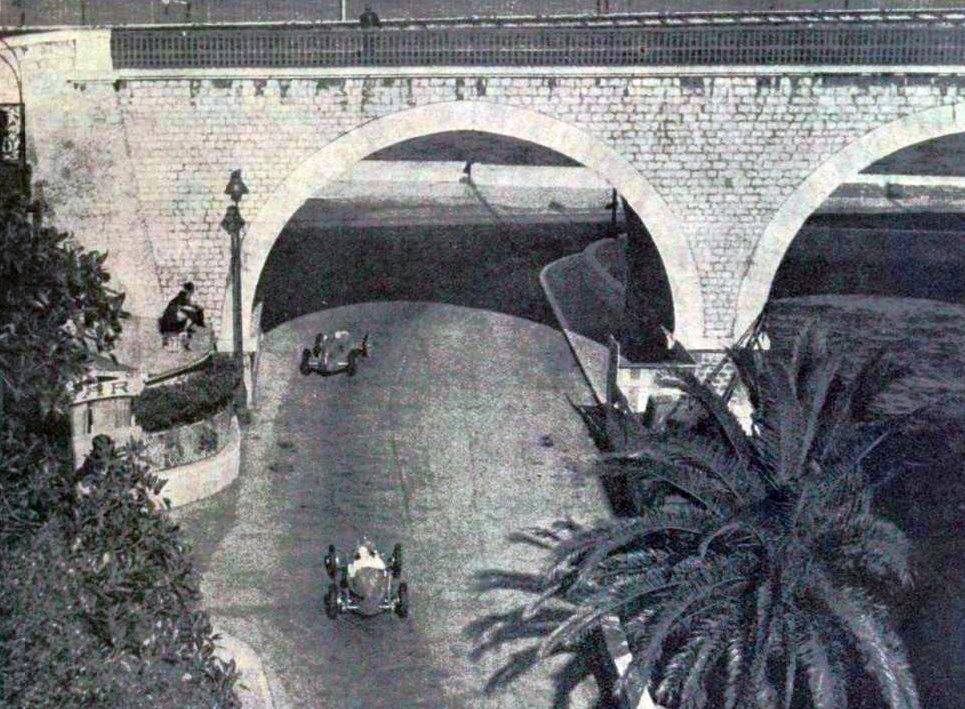
Le tracé du circuit a peu évolué depuis 1929 : ici le virage du Portier, derrière le pont de chemin de fer, lors du Grand Prix de 1935.

Depuis 1929, année du premier Grand Prix de Monaco, le circuit empruntant les rues de la principauté n'a pratiquement pas évolué. Créé par Antony Noghès, il s'avère particulièrement sélectif de par son étroitesse, ses virages très serrés et l'absence de zones de dégagement, rendant toute faute de pilotage éliminatoire. Transmission et système de freinage y sont fortement sollicités, et la puissance des moteurs y est moins déterminante que sur les circuits rapides, le tracé sinueux favorisant surtout les monoplaces les plus agiles. Le record officiel de la piste est détenu par Bruce McLaren, auteur d'un tour à plus de 117,5 km/h de moyenne au volant de sa Cooper lors de l'édition 1960 du Grand Prix.

## Monoplaces en lice
Pour la première fois depuis la création du championnat du monde en 1950, toutes les monoplaces présentes sont à moteur central arrière.
- Cooper T55 "Usine"

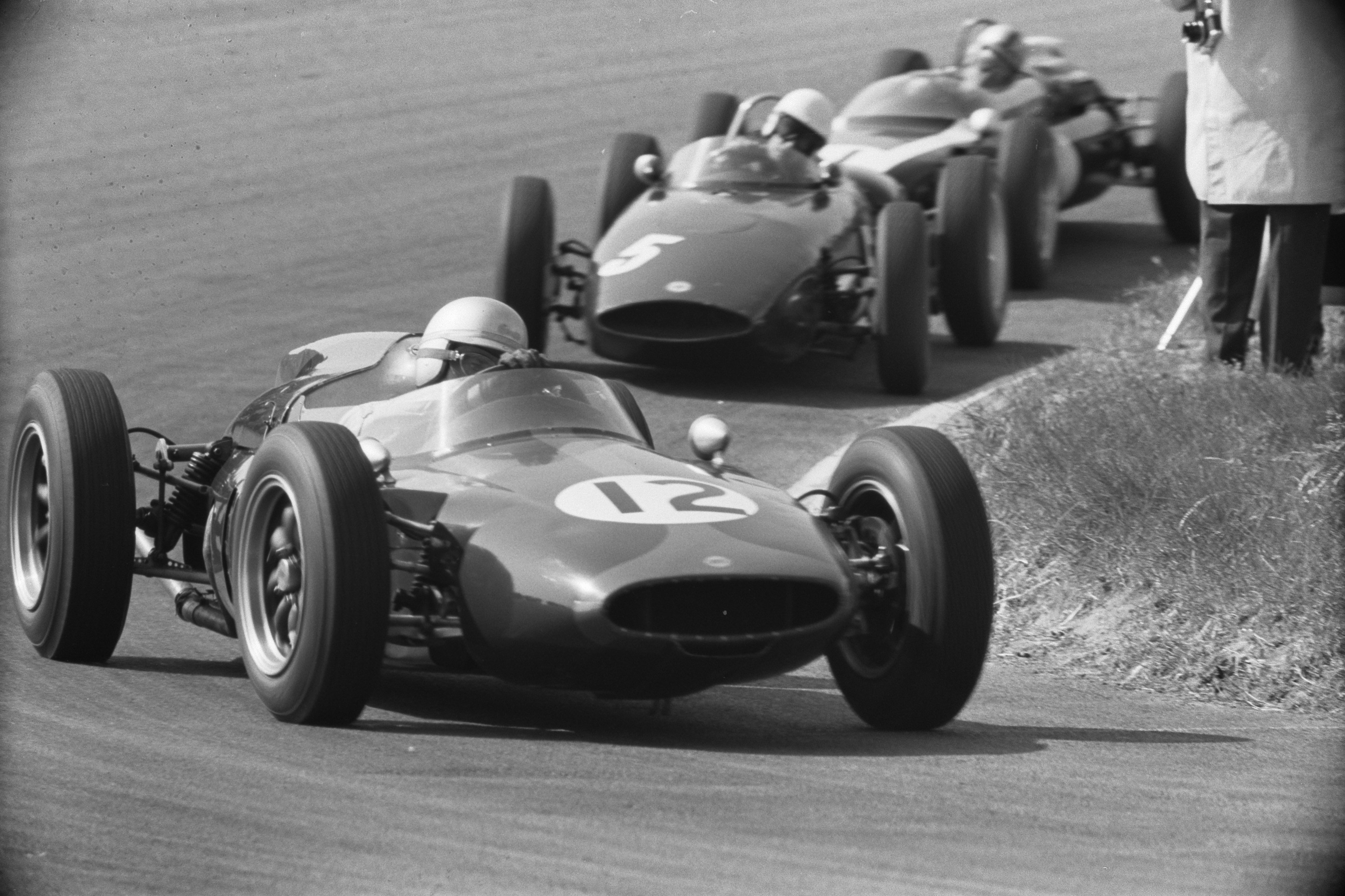
John Surtees au volant de la Cooper T53 du Yeoman Credit Racing Team.

Apparue en avril lors des 200 Miles d'Aintree, la Cooper T55 est une évolution de la T53 championne du monde en 1960. Le moteur Coventry Climax FPF est désormais monté en position inclinée et ancré plus bas, la ligne de la T55 étant ainsi légèrement affinée par rapport à celle de sa devancière. Dans sa dernière version version MkII, le quatre cylindres FPF à double arbre à cames en tête a une cylindrée portée à 1498 cm3 (contre 1475 sur la version MkI), sa puissance atteignant 152 chevaux à 7600 tr/min. La transmission est assurée par une toute nouvelle boîte de vitesses à six rapports, conçue à l'usine. Avec 465 kg à sec, la T55 dépasse de peu le poids minimal imposé (450 kg). L'équipe de pilotes est la même que l'année précédente, Bruce McLaren épaulant le double champion du monde Jack Brabham. Ce dernier ne pourra cependant pas participer aux essais du vendredi et samedi, retenu ces jours-là par les qualifications pour les 500 miles d'Indianapolis, mais sera de retour des Etats Unis juste à temps pour le Grand Prix.
- Cooper T53 & T51 privées

Le Yeoman Credit Racing Team a engagé une T53 à moteur Coventry Climax FPF MkII, à boîte cinq vitesses, pour son pilote John Surtees. Masten Gregory dispose quant à lui de la T53 de l'équipe Camoradi, mais munie d'un moteur FPF MkI (143 chevaux). Le Rob Walker Racing Team a préparé un modèle identique pour Stirling Moss, à titre de voiture de réserve. Le vétéran français Maurice Trintignant, double vainqueur de l'épreuve, pilote une ancienne T51 à suspension arrière à lames, équipée d'un moteur de Maserati 150S (quatre cylindres, 1484 cm3, 142 chevaux à 7500 tr/min) et d'une boîte de vitesses Colotti à cinq rapports, engagée par la Scuderia Serenissima.
- Lotus 21 "Usine"

Étroitement dérivée de la Lotus 18, la 21 s'inspire aussi de la nouvelle Lotus 20 de Formule junior, par ses lignes fluides et sa suspension avant partiellement carénée (un progrès majeur par rapport à la 18 qui souffrait d’une médiocre aérodynamique). Cette voiture fait ses débuts en course, sa réalisation ayant pris plusieurs mois de retard par rapport au calendrier initial, la partie arrière initialement dessinée pour le montage du moteur Climax V8, pas encore au point, ayant dû être repensée pour le montage du quatre cylindres. Deux 21 ont été engagées par l'usine, dotées du moteur Climax FPF MkII accouplé à une boîte de vitesses ZF à cinq rapports. Elles pèsent 455 kg à vide et sont aux mains des pilotes écossais Jim Clark et Innes Ireland.
- Lotus 18 privées

Lié par contrat au pétrolier BP alors que l'équipe Lotus est partenaire d'Esso, Stirling Moss n'a pu disposer de la dernière monoplace de la marque ; aussi le pilote de Rob Walker doit-il se contenter de sa Lotus 18 de la saison passée, dorénavant équipée du moteur Climax FPF MkII et lestée à 450 kg. L'équipe UDT Laystall aligne deux modèles identiques pour Cliff Allison et Henry Taylor, seul le premier nommé disposant du moteur FPF MkII, Taylor utilisant l'ancienne version, tout comme le pilote suisse Michael May qui fait ses débuts sur la Lotus 18 de la Scuderia Colonia.
- Ferrari 156 "Usine"

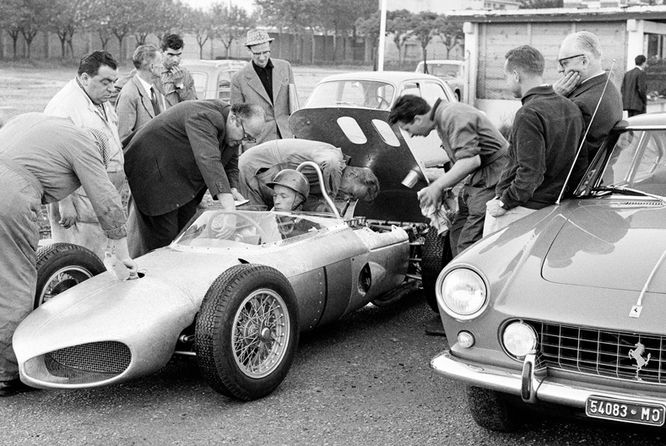
Richie Ginther s'apprêtant à tester la nouvelle Ferrari 156 à Modène, en avril 1961.

La Scuderia Ferrari a engagé trois de ses nouvelles 156, dérivées de la 156P de formule 2. Il s'agit de la première monoplace de la marque étudiée en soufflerie. Très profilée, sa carrosserie en aluminium habille un châssis multitubulaire. Phil Hill et Wolfgang von Trips disposent des versions à moteur V6 à 65° (1481 cm3, double allumage, deux carburateurs Weber triple corps, 180 chevaux à 9000 tr/min), alors que Richie Ginther dispose quant à lui du tout nouveau moteur V6 à 120°, conçu par Carlo Chiti durant l'intersaison : si l'allumage est identique, la course est légèrement réduite, ramenant la cylindrée à 1476 cm3, les carburateurs sont plus gros et le régime de rotation plus élevé, autorisant 190 chevaux à 9500 tr/min, et le centre de gravité est plus bas. Ne pesant que 460 kg, la Ferrari 156 mesure toutefois plus de quatre mètres de long, et son empattement de deux mètres trente peut constituer un handicap sur les circuits sinueux. Le Grand Prix de Monaco constitue la deuxième apparition en course de ce modèle, qui a victorieusement effectué sa première sortie lors du Grand Prix de Syracuse aux mains de Giancarlo Baghetti ; le jeune pilote italien pilotait ce jour-là une version V6 65° semi-officielle engagée par la F.I.S.A. (Federazione Italiana Scuderie Automobilsche), alors que la Scuderia avait déclaré forfait après les ennuis de lubrification rencontrés aux essais sur la V6 120° confiée à Ginther. 
- BRM P48/57 "Usine"

Basée sur la P48 de l'année précédente, la P48/57 a été initialement conçue pour recevoir le nouveau moteur V8 de la marque, mais celui-ci n'est qu'en cours de développement. British Racing Motors s'est donc résolue à utiliser une version intermédiaire à moteur Climax FPF. BRM ne fait toutefois pas partie des clients privilégiés du motoriste britannique, et n'a pu disposer pour cette course que d'un seul FPF MkII, monté sur la monoplace de Graham Hill, tandis que la seconde voiture, confiée à Tony Brooks, est équipée d'une ancienne version MkI. Par rapport à sa devancière, la P48/57 est plus fine, plus légère (470 kg à sec contre 550 pour l'ancien modèle) et dispose désormais de quatre freins à disques montés dans les porte-moyeux, abandonnant l'originale mais peu fiable solution du disque arrière monté sur l'arbre de transmission.
- Porsche 787 & 718 "Usine"

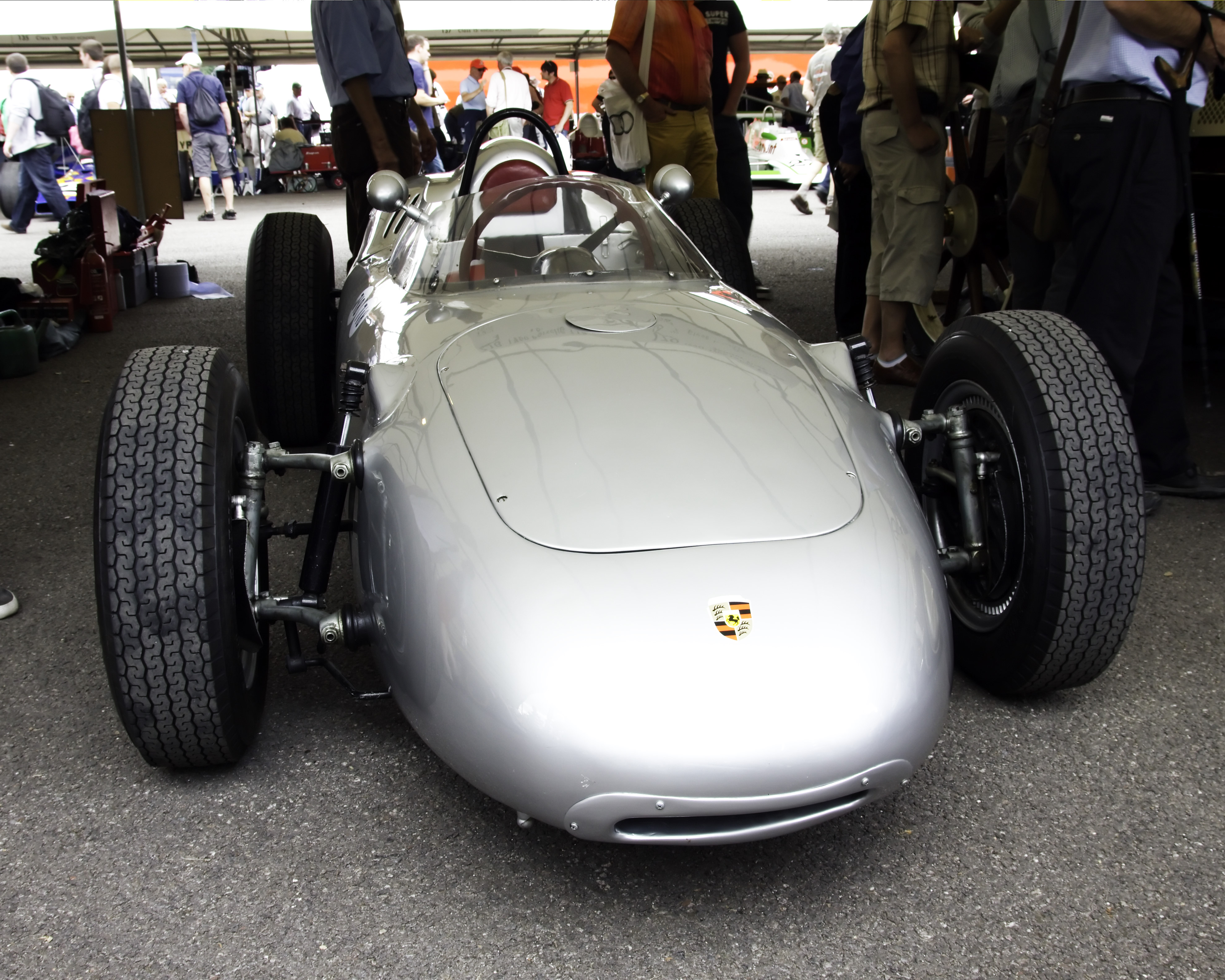
La Porsche 718, initialement conçue pour la Formule 2

La nouvelle réglementation a donné à Porsche, spécialiste des petites cylindrées et très impliqué en Formule 2 les saisons précédentes, l'opportunité d'intégrer le championnat F1. La saison 1961 a failli débuter sur un succès pour le constructeur de Stuttgart, Joakim Bonnier ayant remporté la première manche du Grand Prix de Bruxelles, avant d'être éliminé dans la seconde, percuté par la Cooper de John Surtees. L'usine engage deux 718 (ex F2) pour Dan Gurney et Hans Herrmann, Bonnier faisant débuter la nouvelle 787, étroitement dérivée de sa devancière mais étudiée pour éventuellement recevoir le futur moteur huit cylindres à plat de la marque. Les deux modèles utilisent pour l'heure le traditionnel quatre cylindres à plat éprouvé en endurance comme en monoplace. Refroidi par air et d'une cylindrée de 1498 cm3, il est maintenant alimenté par un système d'injection mécanique Kugelfischer et développe environ 170 chevaux à 9000 tr/min. Les trois voitures sont dotées d'une boîte de vitesses à six rapports. Encore dotées de freins à tambours les 718 pèsent environ 480 kg. Bien que plus long de dix centimètres (empattement de deux mètres trente au lieu de deux mètres vingt), le nouveau modèle n'est pas plus lourd et bénéficie de quatre freins à disques, ainsi que d'une suspension avant à combinés ressorts/amortisseurs. Contrairement à celle de Gurney inchangée par rapport à l'année précédente, la 718 d'Herrmann a été dotée d'un nouveau capot arrière (améliorant le refroidissement du moteur) et modifiée pour recevoir la nouvelle suspension.
- Emeryson MkI privées

En début d'année, l'Équipe nationale belge a racheté à Paul Emery trois Emeryson MkI à moteur Maserati (quatre cylindres, 142 chevaux). L'écurie en a engagé deux à Monaco, pour Lucien Bianchi et Olivier Gendebien.

## Coureurs inscrits
| no     | Pilote              | Écurie                     | Constructeur | Modèle              | N° châssis        | Moteur                                                 | Pneumatiques |
| ------ | ------------------- | -------------------------- | ------------ | ------------------- | ----------------- | ------------------------------------------------------ | ------------ |
| 2      | Joakim Bonnier      | Porsche System Engineering | Porsche      | Porsche 787         | 787-02            | Porsche 547/3 F4                                       | D            |
| 4      | Dan Gurney          | Porsche System Engineering | Porsche      | Porsche 718         | 718-204           | Porsche 547/3 F4                                       | D            |
| 6      | Hans Herrmann       | Porsche System Engineering | Porsche      | Porsche 718         | 718-205           | Porsche 547/3 F4                                       | D            |
| 8      | Michael May         | Scuderia Colonia           | Lotus        | Lotus 18            | XVIII-914         | Coventry Climax FPF MkI L4                             | D            |
| 10     | Lucien Bianchi      | Équipe nationale belge     | Emeryson     | Emeryson MkI        | MkI-I001          | Maserati Tipo 6-1500 L4                                | D            |
| 12     | Olivier Gendebien   | Équipe nationale belge     | Emeryson     | Emeryson MkI        | MkI-I003          | Maserati Tipo 6-1500 L4                                | D            |
| 14     | Masten Gregory      | Camoradi International     | Cooper       | Cooper T53          | F1-3-61           | Coventry Climax FPF MkI L4                             | D            |
| 16     | Tony Brooks         | Owen Racing Organisation   | BRM          | BRM P48/57          | 572               | Coventry Climax FPF MkI L4                             | D            |
| 18     | Graham Hill         | Owen Racing Organisation   | BRM          | BRM P48/57          | 571               | Coventry Climax FPF MkII L4                            | D            |
| 20 20T | Stirling Moss       | Rob Walker Racing Team     | Lotus Cooper | Lotus 18 Cooper T53 | XVIII-912 F1-7-61 | Coventry Climax FPF MkII L4 Coventry Climax FPF MkI L4 | D            |
| 22     | John Surtees        | Yeoman Credit Racing Team  | Cooper       | Cooper T53          | F1-1-61           | Coventry Climax FPF MkII L4                            | D            |
| 24     | Jack Brabham        | Cooper Car Company         | Cooper       | Cooper T55          | F1-10-61          | Coventry Climax FPF MkII L4                            | D            |
| 26     | Bruce McLaren       | Cooper Car Company         | Cooper       | Cooper T55          | F1-11-61          | Coventry Climax FPF MkII L4                            | D            |
| 28     | Jim Clark           | Team Lotus                 | Lotus        | Lotus 21            | XXI-930           | Coventry Climax FPF MkII L4                            | D            |
| 30     | Innes Ireland       | Team Lotus                 | Lotus        | Lotus 21            | XXI-931           | Coventry Climax FPF MkII L4                            | D            |
| 32     | Cliff Allison       | UDT Laystall Racing        | Lotus        | Lotus 18            | XVIII-915         | Coventry Climax FPF MkII L4                            | D            |
| 34     | Henry Taylor        | UDT Laystall Racing        | Lotus        | Lotus 18            | XVIII-916         | Coventry Climax FPF MkI L4                             | D            |
| 36     | Richie Ginther      | Ferrari SEFAC              | Ferrari      | Ferrari 156         | 156-001           | Ferrari 178 V6 (120°)                                  | D            |
| 38     | Phil Hill           | Ferrari SEFAC              | Ferrari      | Ferrari 156         | 156-003           | Ferrari 178 V6 (65°)                                   | D            |
| 40     | Wolfgang von Trips  | Ferrari SEFAC              | Ferrari      | Ferrari 156         | 156-002           | Ferrari 178 V6 (65°)                                   | D            |
| 42     | Maurice Trintignant | Scuderia Serenissima       | Cooper       | Cooper T51          | F2-1-59           | Maserati Tipo 6-1500 L4                                | D            |

## Qualifications
Les séances qualificatives ont lieu le jeudi après-midi, le vendredi matin et le samedi après-midi précédant la course. Le nombre de participants à la course étant limité à seize, cinq des vingt-et-un pilotes engagés ne pourront prendre le départ. Les deux premiers pilotes de chaque équipe officielle ainsi que les précédents vainqueurs étant qualifiés d'office, les quatre places restantes seront attribuées aux meilleurs des neuf autres pilotes.
- Pilotes qualifiés d'office :
- Joakim Bonnier et Dan Gurney, pilotes officiels (Porsche)
- Jack Brabham et Bruce McLaren, pilotes officiels (Cooper)
- Tony Brooks et Graham Hill, pilotes officiels (BRM)
- Jim Clark et Innes Ireland, pilotes officiels (Lotus)
- Phil Hill et Wolfgang von Trips, pilotes officiels (Ferrari)
- Stirling Moss et Maurice Trintignant, anciens vainqueurs de l'épreuve

- Pilotes devant se qualifier :
- Hans Herrmann, troisième pilote Porsche
- Richie Ginther, troisième pilote Ferrari
- Michael May, Lucien Bianchi, Olivier Gendebien, Masten Gregory, John Surtees, Cliff Allison et Henry Taylor, engagés par des écuries privées.

### Séance du jeudi 11 mai
Il fait très beau le jeudi après-midi, lorsque débutent les essais. L'équipe Porsche va manquer cette première séance, le transporteur devant acheminer les voitures en principauté étant tombé en panne. Au volant de sa Lotus d'usine, Jim Clark se montre d'emblée très à l'aise et en fin de journée parvient à accomplir une série de tours très rapides ; il est le seul à passer sous la barre d'une minute et quarante secondes mais, alors qu'il cherche encore à améliorer sa performance, il aborde trop vite le virage de Sainte Dévote et sort brutalement de la piste ; il est indemne mais sa monoplace sérieusement endommagée. Le pilote écossais reste cependant le plus rapide (et de loin) de la journée, ayant accompli son meilleur tour à 113,7 km/h de moyenne. Il devance largement les Ferrari de Richie Ginther et de Phil Hill, reléguées à près d'une seconde et demie et précédant de peu la Lotus privée de Stirling Moss, ce dernier ayant été gêné par des problèmes d'alimentation d'essence. Sur la seconde Lotus officielle, Innes Ireland réalise le cinquième temps de la journée, mais à près de deux secondes de son coéquipier. Champion en titre, Jack Brabham n'a réalisé que le huitième chrono, à plus de quatre secondes de Clark ; les nouvelles Cooper ne se sont pas montrées à leur avantage, le coéquipier de Brabham, Bruce McLaren, échouant quant à lui à plus de cinq secondes de la meilleure Lotus, dotée d'un moteur identique. Qualifié d'office, le champion du monde n'aura pas l'occasion d'améliorer ses chronos (il doit participer les jours suivants aux sessions de qualification des 500 miles d'Indianapolis), ce qui le condamne à partir en fond de grille le dimanche.

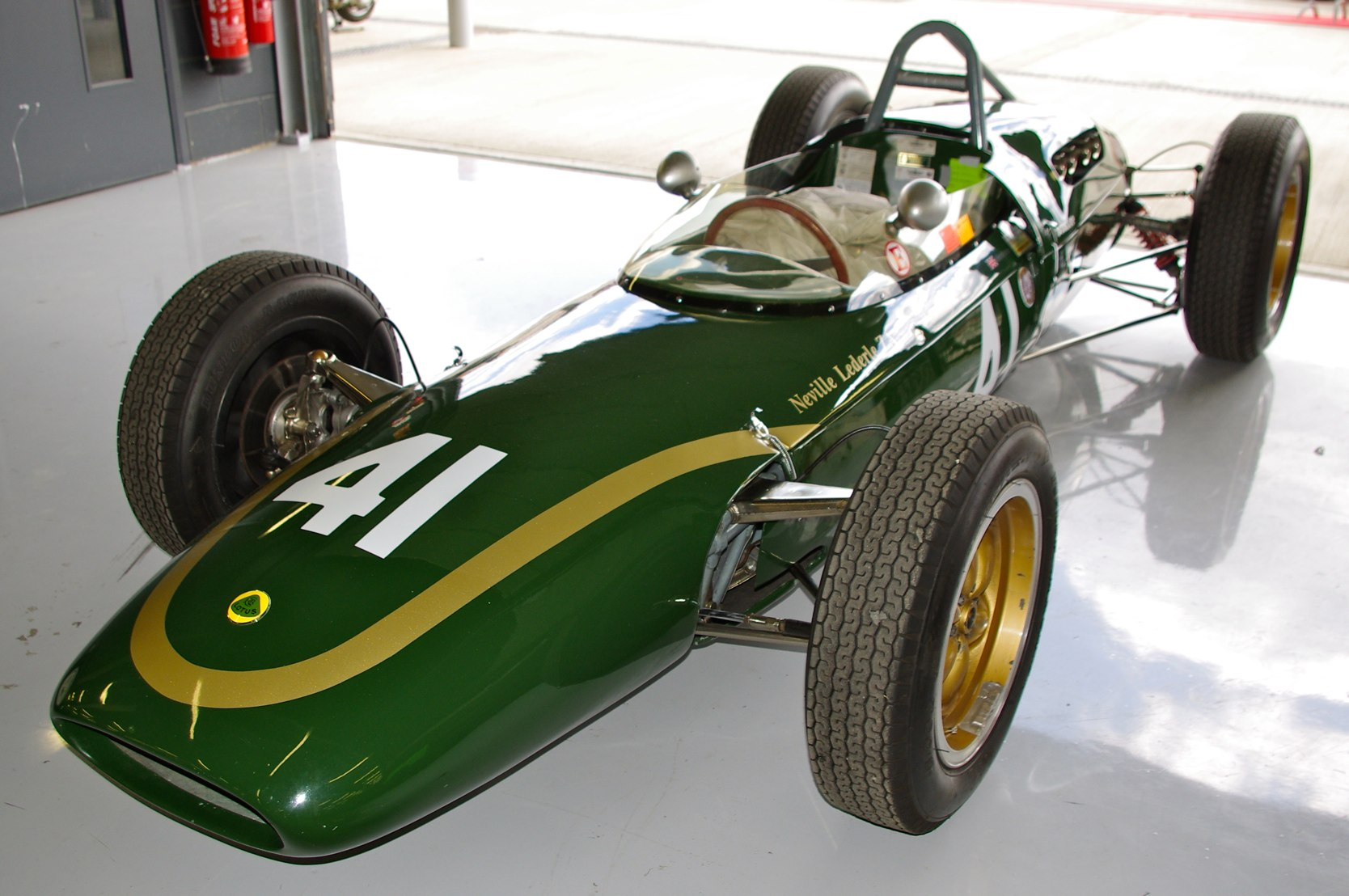
Au volant de la nouvelle Lotus 21, Jim Clark a dominé la première séance d’essais.

| Pos. | Pilote              | Écurie            | Temps        | Écart    |
| ---- | ------------------- | ----------------- | ------------ | -------- |
| 1    | Jim Clark           | Lotus-Climax      | 1 min 39 s 6 |          |
| 2    | Richie Ginther      | Ferrari           | 1 min 41 s 0 | + 1 s 4  |
| 3    | Phil Hill           | Ferrari           | 1 min 41 s 0 | + 1 s 4  |
| 4    | Stirling Moss       | Lotus-Climax      | 1 min 41 s 1 | + 1 s 5  |
| 5    | Innes Ireland       | Lotus-Climax      | 1 min 41 s 5 | + 1 s 9  |
| 6    | Wolfgang von Trips  | Ferrari           | 1 min 41 s 7 | + 2 s 1  |
| 7    | Graham Hill         | BRM-Climax        | 1 min 42 s 8 | + 3 s 2  |
| 8    | Jack Brabham        | Cooper-Climax     | 1 min 44 s 0 | + 4 s 4  |
| 9    | Lucien Bianchi      | Emeryson-Maserati | 1 min 44 s 0 | + 4 s 4  |
| 10   | John Surtees        | Cooper-Climax     | 1 min 44 s 3 | + 4 s 7  |
| 11   | Tony Brooks         | BRM-Climax        | 1 min 44 s 6 | + 5 s 0  |
| 12   | Bruce McLaren       | Cooper-Climax     | 1 min 44 s 7 | + 5 s 1  |
| 13   | Michael May         | Lotus-Climax      | 1 min 45 s 4 | + 5 s 8  |
| 14   | Olivier Gendebien   | Emeryson-Maserati | 1 min 45 s 4 | + 5 s 8  |
| 15   | Henry Taylor        | Lotus-Climax      | 1 min 45 s 5 | + 5 s 9  |
| 16   | Masten Gregory      | Cooper-Climax     | 1 min 45 s 7 | + 6 s 1  |
| 17   | Maurice Trintignant | Cooper-Maserati   | 1 min 47 s 6 | + 8 s 0  |
| 18   | Cliff Allison       | Lotus-Climax      | 1 min 56 s 7 | + 17 s 1 |

### Séance du vendredi 12 mai
Il fait beau mais relativement froid le vendredi matin, lorsque commence la deuxième séance. Comme la veille, les conditions de piste sont idéales. Les Porsche sont enfin arrivées et peuvent commencer à tourner, tandis que Clark n'aura pas l'occasion de le faire, sa monoplace étant aux mains des mécaniciens de l'équipe, qui tentent de la remettre en état pour la course. Dans l'équipe de Rob Walker, on tente de remédier aux problèmes rencontrés la veille, aussi Stirling Moss accomplit-il quelques tours au volant de sa voiture de réserve, une Cooper T53. Les Ferrari dominent cette matinée d'essais, Ginther battant de trois dixièmes de seconde le temps réalisé par Clark la veille. Utilisant une version un peu moins puissante, Phil Hill échoue à une demi-seconde de son coéquipier, juste devant la BRM de Graham Hill. Moss connaît encore quelques soucis avec sa Lotus, il ne parviendra pas à améliorer sa performance de la veille. À la lutte avec Trips pour la quatrième place sur la grille, Ireland va devoir interrompre sa séance après avoir accroché l'Emeryson de Gendebien, si bien que les deux voitures de l'équipe sont momentanément inutilisables, celle de Clark étant loin d'être totalement réparée.
| Pos. | Pilote              | Écurie            | Temps        | Écart   |
| ---- | ------------------- | ----------------- | ------------ | ------- |
| 1    | Richie Ginther      | Ferrari           | 1 min 39 s 3 |         |
| 2    | Phil Hill           | Ferrari           | 1 min 39 s 8 | + 0 s 5 |
| 3    | Graham Hill         | BRM-Climax        | 1 min 40 s 0 | + 0 s 7 |
| 4    | Wolfgang von Trips  | Ferrari           | 1 min 40 s 3 | + 1 s 0 |
| 5    | Innes Ireland       | Lotus-Climax      | 1 min 40 s 5 | + 1 s 2 |
| 6    | John Surtees        | Cooper-Climax     | 1 min 41 s 1 | + 1 s 8 |
| 7    | Bruce McLaren       | Cooper-Climax     | 1 min 41 s 3 | + 2 s 0 |
| 8    | Stirling Moss       | Lotus-Climax      | 1 min 41 s 4 | + 2 s 1 |
| 9    | Joakim Bonnier      | Porsche           | 1 min 41 s 9 | + 2 s 6 |
| 10   | Michael May         | Lotus-Climax      | 1 min 42 s 0 | + 2 s 7 |
| 11   | Tony Brooks         | BRM-Climax        | 1 min 42 s 1 | + 2 s 8 |
| 12   | Cliff Allison       | Lotus-Climax      | 1 min 42 s 3 | + 3 s 0 |
| 13   | Hans Herrmann       | Porsche           | 1 min 42 s 4 | + 3 s 1 |
| 14   | Masten Gregory      | Cooper-Climax     | 1 min 42 s 7 | + 3 s 4 |
| 15   | Dan Gurney          | Porsche           | 1 min 42 s 7 | + 3 s 4 |
| 16   | Lucien Bianchi      | Emeryson-Maserati | 1 min 42 s 9 | + 3 s 6 |
| 17   | Maurice Trintignant | Cooper-Maserati   | 1 min 43 s 2 | + 3 s 9 |
| 18   | Henry Taylor        | Lotus-Climax      | 1 min 43 s 7 | + 4 s 4 |
| 19   | Olivier Gendebien   | Emeryson-Maserati | 1 min 43 s 7 | + 4 s 4 |

### Séance du samedi 13 mai
Malgré le travail intense accompli par les mécaniciens de l'équipe Lotus, la voiture de Clark n'est pas terminée lorsque débute la dernière journée d'essais, le samedi après-midi, toujours sous le soleil. Son coéquipier Ireland a pu récupérer la sienne. Mais dès le début de la séance, alors qu'il est en passe d'améliorer son temps de la veille, il loupe un changement de vitesse (encore peu habitué au maniement de sa nouvelle boîte ZF, il a sélectionné la seconde au lieu de la quatrième) ; roues arrière bloquées, il perd le contrôle et démolit sa monoplace contre les barrières du tunnel. Sérieusement blessé au genou, il est immédiatement hospitalisé. La voiture de Moss est cette fois parfaitement au point et le champion britannique va réaliser l'exploit de battre de deux dixièmes de seconde la performance réalisée le vendredi par Ginther, s'octroyant ainsi la pole position, à 114,2 km/h de moyenne. Ginther est relégué au centre de la première ligne, au côté de Clark, troisième sur la grille bien qu'il ait manqué deux des trois séances. Deuxième meilleur temps du jour, Graham Hill obtient une place à la corde de la seconde ligne, au côté de Phil Hill. Si, comme Ginther, Surtees et Herrmann ont facilement obtenu leur qualification, Allison a été devancé par le débutant Michael May et ne doit qu'au forfait d'Ireland d'obtenir une place sur la grille. Les deux pilotes d'Emeryson (Bianchi et Gendebien) n'ont pu se qualifier, tout comme Taylor et Gregory.

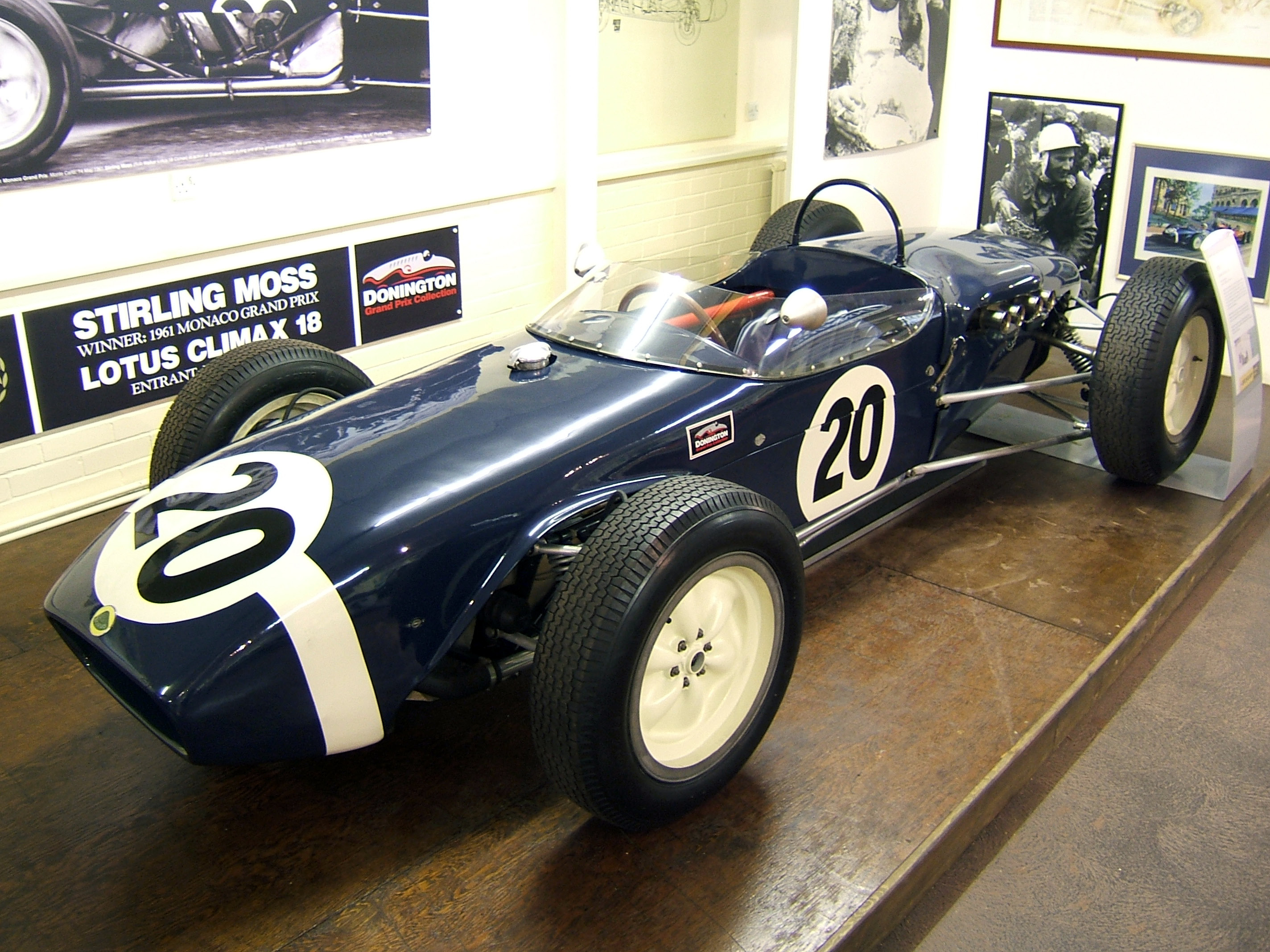
Malgré un handicap d'une trentaine de chevaux face aux Ferrari, Stirling Moss est parvenu à placer sa Lotus en pole position.

| Pos. | Pilote              | Écurie            | Temps        | Écart    |
| ---- | ------------------- | ----------------- | ------------ | -------- |
| 1    | Stirling Moss       | Lotus-Climax      | 1 min 39 s 1 |          |
| 2    | Graham Hill         | BRM-Climax        | 1 min 39 s 6 | + 0 s 5  |
| 3    | Wolfgang von Trips  | Ferrari           | 1 min 39 s 8 | + 0 s 7  |
| 4    | Bruce McLaren       | Cooper-Climax     | 1 min 39 s 8 | + 0 s 7  |
| 5    | Tony Brooks         | BRM-Climax        | 1 min 40 s 1 | + 1 s 0  |
| 6    | Phil Hill           | Ferrari           | 1 min 40 s 2 | + 1 s 1  |
| 7    | Joakim Bonnier      | Porsche           | 1 min 40 s 3 | + 1 s 2  |
| 8    | Dan Gurney          | Porsche           | 1 min 40 s 6 | + 1 s 5  |
| 9    | Innes Ireland       | Lotus-Climax      | 1 min 40 s 7 | + 1 s 6  |
| 10   | Hans Herrmann       | Porsche           | 1 min 41 s 1 | + 2 s 0  |
| 11   | Richie Ginther      | Ferrari           | 1 min 41 s 7 | + 2 s 6  |
| 12   | Maurice Trintignant | Cooper-Maserati   | 1 min 42 s 4 | + 3 s 3  |
| 13   | Henry Taylor        | Lotus-Climax      | 1 min 42 s 6 | + 3 s 5  |
| 14   | Masten Gregory      | Cooper-Climax     | 1 min 42 s 7 | + 3 s 6  |
| 15   | Cliff Allison       | Lotus-Climax      | 1 min 43 s 2 | + 4 s 1  |
| 16   | Michael May         | Lotus-Climax      | 1 min 43 s 8 | + 4 s 7  |
| 17   | Lucien Bianchi      | Emeryson-Maserati | 1 min 44 s 5 | + 5 s 4  |
| 18   | Olivier Gendebien   | Emeryson-Maserati | 1 min 45 s 0 | + 5 s 9  |
| 19   | John Surtees        | Cooper-Climax     | 2 min 09 s 1 | + 30 s 0 |

### Tableau final des qualifications
| Pos. | Pilote              | Écurie            | Temps        | Écart   | Commentaire                                                                  |
| ---- | ------------------- | ----------------- | ------------ | ------- | ---------------------------------------------------------------------------- |
| 1    | Stirling Moss       | Lotus-Climax      | 1 min 39 s 1 |         | temps réalisé le samedi                                                      |
| 2    | Richie Ginther      | Ferrari           | 1 min 39 s 3 | + 0 s 2 | temps réalisé le vendredi                                                    |
| 3    | Jim Clark           | Lotus-Climax      | 1 min 39 s 6 | + 0 s 5 | temps réalisé le jeudi, avant accident ; sans voiture les vendredi et samedi |
| 4    | Graham Hill         | BRM-Climax        | 1 min 39 s 6 | + 0 s 5 | temps réalisé le samedi                                                      |
| 5    | Phil Hill           | Ferrari           | 1 min 39 s 8 | + 0 s 7 | temps réalisé le vendredi                                                    |
| 6    | Wolfgang von Trips  | Ferrari           | 1 min 39 s 8 | + 0 s 7 | temps réalisé le samedi                                                      |
| 7    | Bruce McLaren       | Cooper-Climax     | 1 min 39 s 8 | + 0 s 7 | temps réalisé le samedi                                                      |
| 8    | Tony Brooks         | BRM-Climax        | 1 min 40 s 1 | + 1 s 0 | temps réalisé le samedi                                                      |
| 9    | Joakim Bonnier      | Porsche           | 1 min 40 s 3 | + 1 s 2 | temps réalisé le samedi                                                      |
| 10   | Innes Ireland       | Lotus-Climax      | 1 min 40 s 5 | + 1 s 4 | temps réalisé le vendredi ; accidenté le samedi, forfait pour la course      |
| 11   | Dan Gurney          | Porsche           | 1 min 40 s 6 | + 1 s 5 | temps réalisé le samedi                                                      |
| 12   | John Surtees        | Cooper-Climax     | 1 min 41 s 1 | + 2 s 0 | temps réalisé le vendredi                                                    |
| 13   | Hans Herrmann       | Porsche           | 1 min 41 s 1 | + 2 s 0 | temps réalisé le samedi                                                      |
| 14   | Michael May         | Lotus-Climax      | 1 min 42 s 0 | + 2 s 9 | temps réalisé le vendredi                                                    |
| 15   | Cliff Allison       | Lotus-Climax      | 1 min 42 s 3 | + 3 s 2 | temps réalisé le vendredi ; qualifié grâce au forfait d'Ireland              |
| 16   | Maurice Trintignant | Cooper-Maserati   | 1 min 42 s 4 | + 3 s 3 | temps réalisé le samedi                                                      |
| 17   | Henry Taylor        | Lotus-Climax      | 1 min 42 s 6 | + 3 s 5 | temps réalisé le samedi ; premier non-qualifié                               |
| 18   | Masten Gregory      | Cooper-Climax     | 1 min 42 s 7 | + 3 s 6 | temps réalisé le vendredi, égalé le samedi ; deuxième non-qualifié           |
| 19   | Lucien Bianchi      | Emeryson-Maserati | 1 min 42 s 9 | + 3 s 8 | temps réalisé le vendredi ; troisième non-qualifié                           |
| 20   | Olivier Gendebien   | Emeryson-Maserati | 1 min 43 s 7 | + 4 s 6 | temps réalisé le vendredi ; quatrième et dernier non-qualifié                |
| 21   | Jack Brabham        | Cooper-Climax     | 1 min 44 s 0 | + 4 s 9 | temps réalisé le jeudi ; qualifié d'office (pilote d'usine)                  |

## Grille de départ du Grand Prix
| 1re ligne | Pos. 3                   |                                 | Pos. 2                        |                              | Pos. 1                      |
|           | Clark Lotus 1 min 39 s 6 |                                 | Ginther Ferrari 1 min 39 s 3  |                              | Moss Lotus 1 min 39 s 1     |
| 2e ligne  |                          | Pos. 5                          |                               | Pos. 4                       |                             |
|           |                          | P. Hill Ferrari 1 min 39 s 8    |                               | G. Hill BRM 1 min 39 s 6     |                             |
| 3e ligne  | Pos. 8                   |                                 | Pos. 7                        |                              | Pos. 6                      |
|           | Brooks BRM 1 min 40 s 1  |                                 | McLaren Cooper 1 min 39 s 8   |                              | Trips Ferrari 1 min 39 s 8  |
| 4e ligne  |                          | Pos. 10                         |                               | Pos. 9                       |                             |
|           |                          | Gurney Porsche 1 min 40 s 6     |                               | Bonnier Porsche 1 min 40 s 3 |                             |
| 5e ligne  | Pos. 13                  |                                 | Pos. 12                       |                              | Pos. 11                     |
|           | May Lotus 1 min 42 s 0   |                                 | Herrmann Porsche 1 min 41 s 1 |                              | Surtees Cooper 1 min 41 s 1 |
| 6e ligne  |                          | Pos. 15                         |                               | Pos. 14                      |                             |
|           |                          | Trintignant Cooper 1 min 42 s 4 |                               | Allison Lotus 1 min 42 s 3   |                             |
| 7e ligne  |                          |                                 | Pos. 16                       |                              |                             |
|           |                          |                                 | Brabham Cooper 1 min 44 s 0   |                              |                             |

## Déroulement de la course
Le temps est chaud mais brumeux lorsque les seize pilotes qualifiés s'élancent pour le tour de chauffe, à quatorze heures trente. Stirling Moss a fait démonter les panneaux latéraux de sa Lotus afin de moins souffrir de la chaleur et s’élance de la pole position avec une monoplace aux flancs ouverts. Jim Clark parvient tant bien que mal à boucler les trois kilomètres du circuit, le moteur de sa Lotus fumant énormément. Ses mécaniciens vont lui changer les bougies sur la grille de mise en place, juste avant le départ prévu à quatorze heures quarante-cinq. Au même moment, Moss fait également intervenir d’urgence son équipe : un tube du châssis est criqué, et c’est son chef mécanicien Alf Francis qui va le renforcer avec une soudure de fortune, juste avant le baisser du drapeau.
Lorsque Louis Chiron libère les monoplaces, Richie Ginther exploite parfaitement la puissance supérieure de sa Ferrari et négocie en tête l'épingle du Gazomètre, devant Clark et Moss. Il prend rapidement du champ et, lorsqu'il repasse devant les tribunes, compte près de deux secondes d'avance sur Clark. Ce dernier est alors ralenti par un problème de bougie et cède aussitôt la deuxième place à Moss, qui donne le maximum pour ne pas être distancé par la Ferrari de tête. À la fin du second tour, Moss n'a grappillé que quelques dixièmes à Ginther. Les Porsche de Dan Gurney et Joakim Bonnier, qui ont pris un excellent départ, pointent aux troisième et quatrième rangs, devançant la BRM de Tony Brooks et la Cooper de Bruce McLaren. Partis prudemment et laissant leur coéquipier Ginther jouer le rôle du lièvre, Phil Hill et Wolfgang von Trips n'occupent alors que les septième et neuvième places, encadrant la BRM de Graham Hill. Clark a rejoint son stand au ralenti, un court-circuit du câble électrique de sa pompe à essence étant venu se greffer à ses problèmes d'allumage. Il repartira très attardé.
Ginther attaque et parvient à conforter son avance au cours des tours suivants. Au cinquième passage devant les stands, il possède une marge de sept secondes sur Moss, désormais talonné par Bonnier, qui a pris l'avantage sur son coéquipier Gurney. Cependant, La Ferrari de tête va peu après perdre une bonne partie de son capital, Ginther relâchant un peu son effort après s'être fait une frayeur dans le tunnel, ayant failli perdre le contrôle de sa monoplace. Si bien qu'après dix tours Moss est revenu à une seconde du pilote californien. Bonnier, troisième, n'est pas très loin, à trois secondes et demie de l'homme de tête. Gurney n'a pu suivre le rythme des premiers, et se trouve relégué à plus de dix secondes. Il devance de peu son compatriote Phil Hill, qui a nettement haussé son rythme et vient de s'attribuer le record du tour à près de 113 km/h de moyenne. Au douzième tour, Hill s'empare de la quatrième place, alors que devant Moss et Bonnier talonnent maintenant Ginther. Une boucle plus tard les trois voitures de tête sont littéralement soudées l'une à l'autre lorsqu'elles passent devant les tribunes. Ginther vire le premier au virage du Gazomètre, mais à la sortie Moss et Bonnier le débordent par l'extérieur. Bien que disposant d'une monoplace moins puissante que celle de ses adversaires directs, Moss prend rapidement du champ. Au vingtième tour, il s'est constitué une avance de huit secondes sur la Porsche de Bonnier, le pilote suédois n'ayant pu distancer Ginther ; tous deux se font peu à peu rattraper par Hill. La Ferrari de Trips est un peu plus loin, alors que le reste du peloton, emmené par McLaren, est déjà nettement distancé.
Comme Ginther ne semble alors plus en mesure de contre-attaquer, Hill dépasse bientôt son coéquipier et revient rapidement sur Bonnier, à qui il prend la deuxième place au vingt-sixième tour. Il compte alors une dizaine de secondes de retard sur la Lotus de tête. Le pilote américain tente bien de réduire l'écart, mais quinze tours plus tard son retard est resté rigoureusement le même ! Bonnier et Ginther le suivent toujours de près, mais le moteur de la Porsche commence à avoir des ratés et le Suédois doit bientôt céder sa troisième place. En proie à des problèmes de commande d'accélérateur, Trips est toujours cinquième mais a perdu du terrain. Ginther est maintenant « dans les échappements » de son compatriote. Les deux Ferrari vont dès lors faire le forcing, reprenant régulièrement deux à trois dixièmes de seconde au tour à la Lotus de tête. À la mi-course, Moss conserve possède encore près de huit secondes de marge sur les deux pilotes américains. Malgré ses petits ennuis, Bonnier n'est qu'à trois secondes de la Ferrari, alors que plus loin Trips se contente désormais de maintenir sa position, une quinzaine de secondes devant la Cooper de John Surtees. Pressé par Ginther qui a une nouvelle fois amélioré le record (le portant à 115,3 km/h), Hill accélère encore. En quelque tours, les duettistes reviennent à quatre secondes et demie de Moss. Au soixantième tour, alors que Bonnier vient de renoncer sur problème de moteur, quelques dixièmes ont encore été grappillés et l'écart est passé sous la barre des quatre secondes. Moss est cependant à la limite dans chaque virage, mais la remontée des puissantes Ferrari semble inéluctable. Pourtant, l'écart va se stabiliser et malgré tous ses efforts Hill ne parvient plus à reprendre le moindre pouce de terrain à son adversaire. Sur une piste maintenant souillée par des projections d'huile et de gomme, Moss parvient même à reprendre un tout petit peu d'avance sur Hill, qui parait désormais moins à l'aise que Ginther. Aux trois quarts de l'épreuve, malgré les consignes d'attaque du stand Ferrari (un panneau « Go faster » étant brandi à chaque tour !), l'écart est repassé à six secondes. Ginther déborde alors son coéquipier et prend la chasse à son compte. Portant le record à près de 117 km/h de moyenne, il revient en quelques tours à quatre secondes de Moss. A ce rythme, le champion britannique ne semble plus en mesure de résister ; cependant, tour après tour, l'écart se maintient juste sous la barre des quatre secondes, Moss parvenant à calquer son allure sur celle de son adversaire. Celui-ci porte le record à 117,5 km/h au quatre-vingt-quatrième tour, performance égalé par Moss au suivant. L'écart est toujours de l'ordre de quatre secondes, Moss parvient à l'augmenter encore de quelques dixièmes avant de parvenir à contrôler le retour de son adversaire lors des dix derniers tours, parvenant à passer sous le drapeau à damiers avec une marge d'environ trois secondes et demie, remportant brillamment son troisième Grand Prix de Monaco malgré une voiture rendant trente chevaux à celle de son rival. Hill a depuis longtemps renoncé à la poursuite et termine lointain troisième, avec plus de quarante secondes de retard. Malgré un abandon sur problème électrique en vue de l'arrivée, Trips conserve sa quatrième place, devant Gurney, à plus de deux tours du vainqueur. Dominatrices la saison passée, les Cooper enregistrent leur plus mauvais résultat depuis bien longtemps, McLaren terminant lointain sixième, avec cinq tours de retard, tandis que Brabham, parti dernier pour avoir manqué une bonne partie des essais, après une remontée de la seizième à la dixième place en début d'épreuve, a très vite rencontré des ennuis et a dû abandonner avant la mi-course.

### Classements intermédiaires
Classements intermédiaires des monoplaces aux premier, deuxième, cinquième, dixième, quinzième, vingtième, vingt-cinquième, trentième, quarantième, cinquante-cinquième, cinquantième, soixantième, soixante-dixième, soixante-quinzième, quatre-vingtième et quatre-vingt-dixième tours.

### Classement de la course

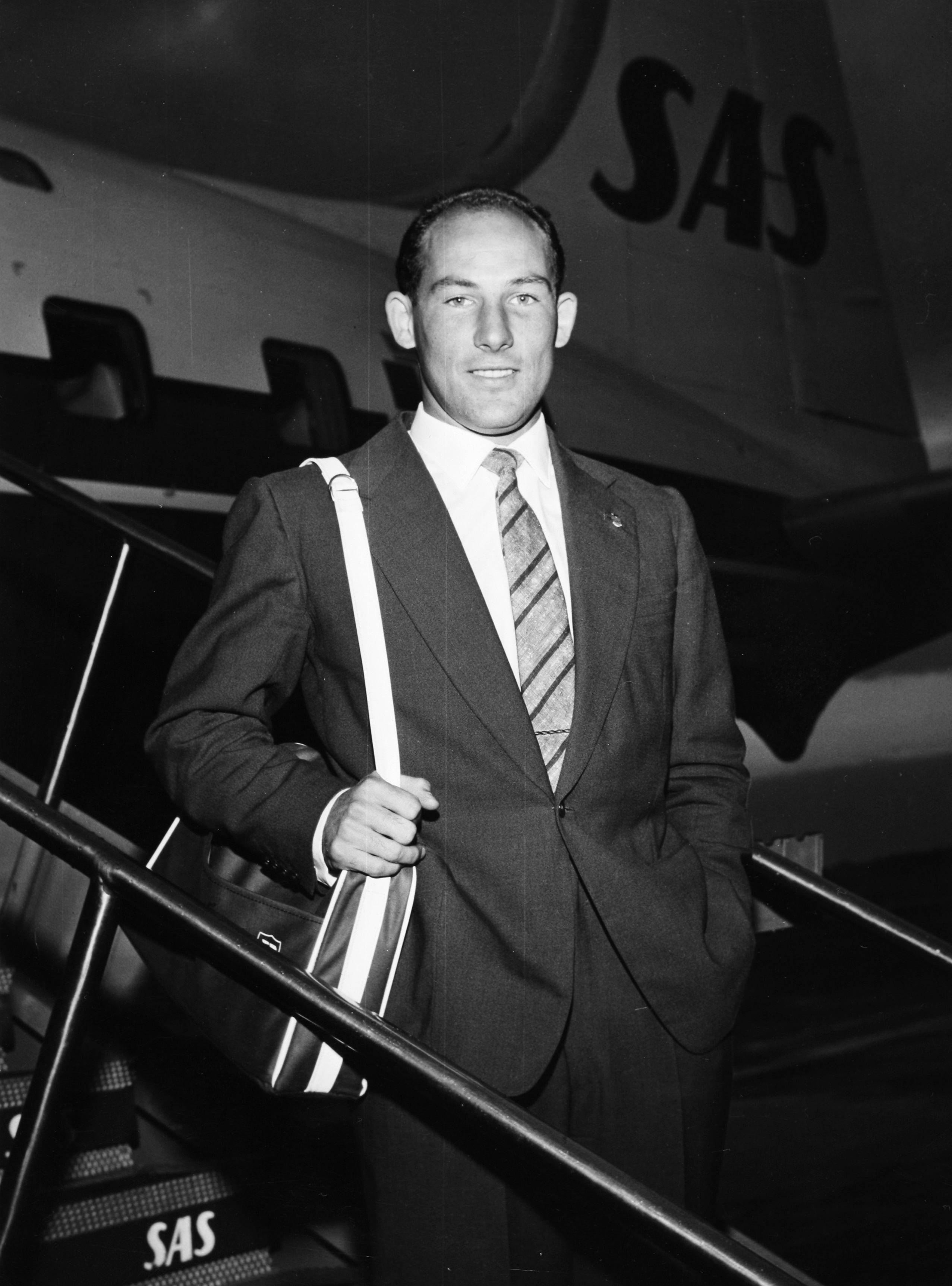
Stirling Moss, de l'avis de ses pairs le meilleur pilote du moment.

| Pos  | No | Pilote              | Écurie            | Tours | Temps/Abandon           | Grille | Points |
| ---- | -- | ------------------- | ----------------- | ----- | ----------------------- | ------ | ------ |
| 1    | 20 | Stirling Moss       | Lotus-Climax      | 100   | 2 h 45 min 50 s 1       | 1      | 9      |
| 2    | 36 | Richie Ginther      | Ferrari           | 100   | +3 s 6                  | 2      | 6      |
| 3    | 38 | Phil Hill           | Ferrari           | 100   | +41 s 3                 | 5      | 4      |
| 4    | 40 | Wolfgang von Trips  | Ferrari           | 98    | panne électrique        | 6      | 3      |
| 5    | 4  | Dan Gurney          | Porsche           | 98    | +2 tours                | 11     | 2      |
| 6    | 26 | Bruce McLaren       | Cooper-Climax     | 95    | +5 tours                | 7      | 1      |
| 7    | 42 | Maurice Trintignant | Cooper-Maserati   | 95    | +5 tours                | 16     |        |
| 8    | 32 | Cliff Allison       | Lotus-Climax      | 93    | +7 tours                | 15     |        |
| 9    | 6  | Hans Herrmann       | Porsche           | 91    | +9 tours                | 13     |        |
| 10   | 28 | Jim Clark           | Lotus-Climax      | 89    | +11 tours               | 3      |        |
| 11   | 22 | John Surtees        | Cooper-Climax     | 68    | Moteur                  | 12     |        |
| 12   | 2  | Jo Bonnier          | Porsche           | 59    | Injection               | 9      |        |
| 13   | 16 | Tony Brooks         | BRM-Climax        | 54    | Moteur                  | 8      |        |
| Abd. | 8  | Michael May         | Lotus-Climax      | 42    | Durite d'huile          | 14     |        |
| Abd. | 24 | Jack Brabham        | Cooper-Climax     | 38    | Allumage                | 21     |        |
| Abd. | 18 | Graham Hill         | BRM-Climax        | 11    | Pompe à essence         | 4      |        |
| Np.  | 30 | Innes Ireland       | Lotus-Climax      |       | Blessé à l'entrainement |        |        |
| Nq.  | 34 | Henry Taylor        | Lotus-Climax      |       | Non qualifié            |        |        |
| Nq.  | 14 | Masten Gregory      | Cooper-Climax     |       | Non qualifié            |        |        |
| Nq.  | 10 | Lucien Bianchi      | Emeryson-Maserati |       | Non qualifié            |        |        |
| Nq.  | 12 | Olivier Gendebien   | Emeryson-Maserati |       | Non qualifié            |        |        |

Légende :
- Abd.= Abandon - Np.=Non partant

### Pole position et record du tour
- Pole position :  Stirling Moss en 1 min 39 s 1 (vitesse moyenne : 114,248 km/h). Temps réalisé lors de la séance d'essais du samedi 13 mai[16].
- Meilleur tour en course :  Richie Ginther et  Stirling Moss en 1 min 36 s 3, respectivement aux 84e et 85e tours (vitesse moyenne : 117,570 km/h).

#### Évolution du meilleur tour en course
Le record du tour fut amélioré vingt fois au cours de l'épreuve.

### Tours en tête
- Richie Ginther : 13 tours (1-13)
- Stirling Moss : 87 tours (14-100)

## Témoignages
L'intensité de la course et la remarquable maîtrise de Stirling Moss ont suscité de nombreux commentaires après l'arrivée :
- Gregor Grant, journaliste britannique, à propos du vainqueur dans 'Autosport' : « Je salue Mr Motor Racing. »
- Denis Jenkinson, journaliste britannique et ami de Moss, à la une de 'Motor Sport' : « What a race! » (Quelle course !)
- Rob Walker, employeur de Moss, à propos de la fin de course :  « Il y a longtemps que je ne regardais plus. »
- Richie Ginther, second de l'épreuve : « Quand vous êtes bon, face à cette "fripouille" de Stirling, c'est quand même que vous savez piloter, non ? »
- Le vainqueur, dans son livre "Mes bolides et moi" (1964) : « À Monte-Carlo, ce jour-là, à chaque virage, à chaque tour du circuit, pour autant que je m'en souvienne, j'ai essayé de conduire le plus vite que j'aie pu, seulement à une épaisseur de cheveu de la limite et ce pendant au moins 92 des 100 tours du Grand Prix. Piloter de cette façon est terriblement épuisant ; la plupart des gens n'ont pas idée de ce que ça représente... »

## Classement général à l'issue de la course
- Attribution des points : 9, 6, 4, 3, 2, 1 respectivement aux six premiers de chaque épreuve.
- Pour la coupe des constructeurs, même barème à l'exception de la première place (8 points au lieu de 9) et seule la voiture la mieux classée de chaque équipe inscrit des points.
- Seuls les cinq meilleurs résultats sont comptabilisés.
- Le règlement permet aux pilotes de se relayer sur une même voiture, les points éventuellement acquis étant alors perdus pour pilotes et constructeur[16].
- Sur neuf épreuves qualificatives prévues pour le championnat du monde 1961, huit seront effectivement courues, le Grand Prix du Maroc (programmé le 29 octobre) ayant été annulé en cours de saison pour raisons financières[16].

| Pos. | Pilote             | Écurie  | Points | MON | NL | BEL | FRA | GBR | ALL | ITA | USA | MAR |
| ---- | ------------------ | ------- | ------ | --- | -- | --- | --- | --- | --- | --- | --- | --- |
| 1    | Stirling Moss      | Lotus   | 9      | 9   |    |     |     |     |     |     |     |     |
| 2    | Richie Ginther     | Ferrari | 6      | 6   |    |     |     |     |     |     |     |     |
| 3    | Phil Hill          | Ferrari | 4      | 4   |    |     |     |     |     |     |     |     |
| 4    | Wolfgang von Trips | Ferrari | 3      | 3   |    |     |     |     |     |     |     |     |
| 5    | Dan Gurney         | Porsche | 2      | 2   |    |     |     |     |     |     |     |     |
| 6    | Bruce McLaren      | Cooper  | 1      | 1   |    |     |     |     |     |     |     |     |

| Pos. | Écurie        | Points | MON | NL | BEL | FRA | GBR | ALL | ITA | USA | MAR |
| ---- | ------------- | ------ | --- | -- | --- | --- | --- | --- | --- | --- | --- |
| 1    | Lotus-Climax  | 8      | 8   |    |     |     |     |     |     |     |     |
| 2    | Ferrari       | 6      | 6   |    |     |     |     |     |     |     |     |
| 3    | Porsche       | 2      | 2   |    |     |     |     |     |     |     |     |
| 4    | Cooper-Climax | 1      | 1   |    |     |     |     |     |     |     |     |

## À noter
- 15e victoire en championnat du monde pour Stirling Moss.
- 3e victoire en championnat du monde pour Lotus en tant que constructeur.
- 16e victoire en championnat du monde pour Climax en tant que motoriste.
- 17e et dernier Grand Prix de championnat du monde pour Cliff Allison qui se blessera aux essais du GP de Belgique. Le pilote britannique disputera entre-temps le London Trophy sur le circuit de Crystal Palace, épreuve de Formule 1 hors championnat, sur sa Lotus.